# Flashmob

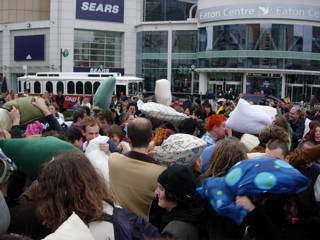
Flashmob houdt een kussengevecht in Toronto, Canada, 2005

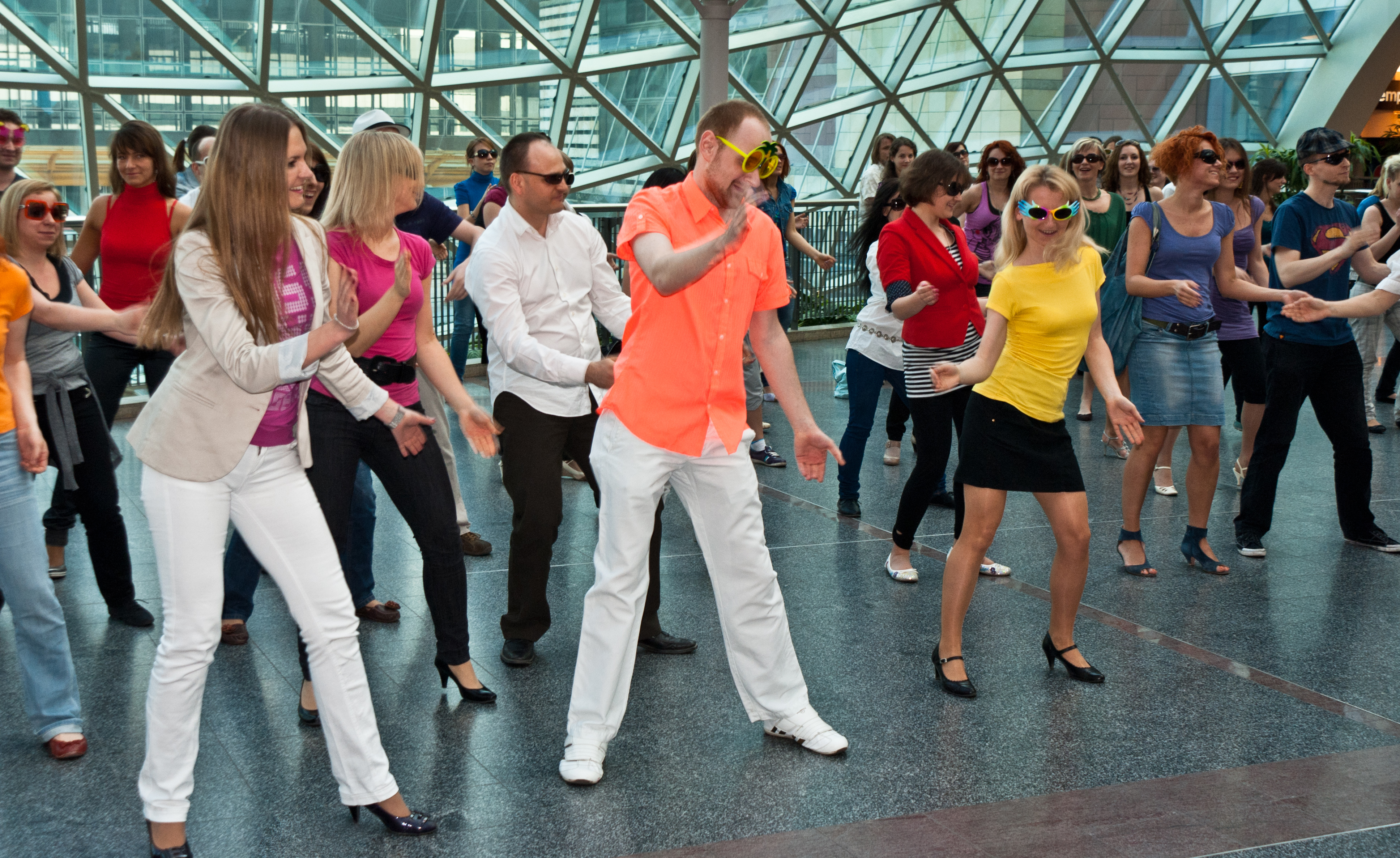
Dansende flashmob in Polen, 2011

Een flashmob (Nederlands: "flitsmeute") is een (grote) groep mensen die plotseling op een openbare plek samenkomt, iets ongebruikelijks doet en daarna weer snel uiteenvalt. Flashmobs worden veelal georganiseerd via moderne communicatiemiddelen zoals sociale media. Het aantal deelnemers staat niet van tevoren vast; hoe meer deelnemers, hoe succesvoller de flashmob.

## Oorsprong
De eerste flashmob werd in mei 2003 georganiseerd in de New Yorkse wijk Manhattan door een redacteur van het blad Harper's Magazine, Bill Wasik. In augustus van datzelfde jaar waaide het fenomeen over naar de rest van de wereld.
Een van de eerste in Nederland was die in Rotterdam op 9 augustus 2003. Enkele tientallen deelnemers staken plotseling een paraplu op en hielden die twee minuten hoog, ook al viel er geen druppel regen. Ook in België zijn flashmobs georganiseerd.

## Bekende flashmobs
- Een bekende flashmob was de verering van een grote namaakdinosaurus in een speelgoedwarenhuis in de stad New York.
- Een andere opzienbarende flashmob vond plaats op 8 juli 2009 in Stockholm. Deze was ter ere van Michael Jackson en was een initiatief van dansgroep Bounce, die andere steden heeft opgeroepen het Zweedse voorbeeld te volgen.
- In België hield de commerciële zender VTM op 23 maart 2009 een flashmob in het Centraal Station van Antwerpen. Dit was bedoeld als reclame voor het tv-programma Op zoek naar Maria. In de centrale hal van het Antwerpse Centraal Station was er op 29 februari 2016 een flashmob van een 250-tal dansers. Zij dansten op de muziek van de musical Grease.[2]
- Op 25 mei 2010 in Zürich vond een opmerkelijke flashmob plaats. Ongeveer 120 aanhangers van Greenpeace vielen om exact 12:15 uur 'dood' neer. Dit als protest tegen plannen voor een aantal nieuwe kerncentrales in Zwitserland. De flashmob moest een nucleaire ramp simuleren.
- Tijdens het Eurovisiesongfestival op 29 mei 2010, enkele dagen na de flashmob in Zürich, vond een flashmob plaats, tegelijkertijd in de grote zaal in Oslo als op tal van andere plekken in Europa. Dit was rechtstreeks op televisie te zien.
- In 2011-2013 werd op Fox en in 2013 ook op Net5 de realityserie Mobbed uitgezonden waarin door middel van flashmobs een boodschap wordt overgedragen op iemand.